# Zdenek Adla
Zdenek Adla (en checo Zdeněk Adla; 1 de junio de 1910, Zaribi (ahora la región Praga-este, borde Srednecheshsky de Chequia) 29 de agosto de  1990, Praga), fue un autor, periodista, pintor, gráfico de libros e ilustrador checo.

## Biografía
En el año 1925 es profesor de caligrafía en Praga10[cita requerida]. En 1928 ingresó en la escuela Central de gráfica que no se graduó. En 1929 ha comenzado a trabajar en la unión Comunista de la juventud de Checoslovaquia, primero como secretario de un de las regiones de Praga, y de 1931 a su disolución en calidad del propagandista en el Secretariado Central.
A finales de los años 1930 él trabajaba como gráfico de libros para el Partido comunista de Checoslovaquia. Elaboraba los carteles para KSC, los sobres artísticos y otro. Ha ilustrado la colección de los autores jóvenes checoeslovacos (Ilya Bart, Yan Dolina).
En 1934 trabajaba el delineante en el departamento comercial publicitario. En 1939 fue detenido.
En 1945 por la actividad comunista fue llevado en el campo de concentración Dahau, luego en Buhenvald (donde él participaba en la actividad del grupo La Boheme de aficionados). Después de la liberación un tiempo trabajaba en el Secretariado del Comité Central КSC, ha fundado la revista «Hlas osvobozených» («la Voz liberado») (1945). Desde junio de 1945, el redactor y el redactor jefe (1948) revistas «Svět sovětů» («El mundo soviético»).
Desde 1952 al 1955 fue corresponsal de la agencia telegráfica Checoslovaca en Moscú. Desde 1957 al 1960, jefe editor de la revista "Květ" ("Color"), en 1962 al 1970, editor jefe de la revista "Mateřídouška". Desde 1967 al 1969, también editado en la revista "Sluníčko" ("Sol"), ha colaborado con las publicaciones.
Desde 1971 en el mundo literario.
Escribió obras literarias para niños y jóvenes.
El marido de la escritora de la Vera Adlova.